# کراون رویال
کراون رویال یک نوع ویسکی‌مخلوط است که در انواع ویسکی‌های کانادایی است که در مالکیت دیاجیو است. کراون رویال پروفروش‌تریک ویسکی کانادایی در آمریکاست.